# آیمه کونک
آیمه کونک (انگلیسی: Aymé Kunc; ۲ ژانویهٔ ۱۸۷۷ – ۱۳ فوریهٔ ۱۹۵۸) آهنگساز اهل فرانسه بود.

## افتخارات
وی همچنین برندهٔ جوایزی همچون جایزه بزرگ رم شده‌است.